# Beatrice I di Quedlinburg
Beatrice I, conosciuta anche come Beatrice di Franconia, in tedesco Beatrix von Franken, (1037 – 13 luglio 1061) fu badessa dell'abbazia di Gandersheim dal 1043 e principessa badessa dell'abbazia di Quedlinburg dal 1044 fino alla sua morte.
Beatrice nacque in Italia verso la fine del 1037, figlia unica dell'imperatore Enrico III e della sua prima moglie, Gunilde di Danimarca, che morì circa sei mesi dopo la nascita di Beatrice. 

## Principessa-badessa

### Consacrazione
Il 14 gennaio 1044, dopo la morte della sua parente, la badessa Adelaide I, Beatrice le successe come badessa dell'abbazia di Gandersheim da suo padre, scavalcando il diritto delle canonichesse di eleggere la propria badessa. Fu inoltre consacrata badessa di Quedlinburg il 24 giugno 1044 nella cattedrale di Merseburgo, succedendo anche ad Adelaide I, e poco dopo fu creata badessa del monastero di Vreden. 

### Conflitti
Gandersheim, era al centro di un conflitto di lunga data con le canonichesse, che l'hanno accusata di aver infeudato delle terre dell'abbazia destinate al sostegno diretto della comunità, e di conseguenza portandole in difficoltà finanziarie. Tre papi furono coinvolti in questa vicenda, che andò avanti per anni: Leone IX decise inizialmente in favore delle canonichesse; Vittore II ribaltò la decisione a favore della badessa. Infine Stefano IX stabilì un compromesso, alla fine del 1057, che probabilmente prevedeva che le proprietà prebendali della comunità dovessero essere riservate al suo mantenimento, ma la badessa aveva il diritto di gestire liberamente le terre rimanenti e le sue proprietà come lei riteneva opportuno. 
Questo compromesso rimase valido fino alla morte di Beatrice; sotto il suo successore, la sua sorellastra Adelaide II, il conflitto scoppiò nuovamente. 

## Morte
Beatrice morì il 13 luglio 1061. Fu sepolta nella chiesa abbaziale di Quedlinburg ma i suoi resti probabilmente dovettero essere stati rimossi e messi altrove dopo il disastroso incendio del 1070. Una bara di piombo, che contiene quasi certamente le ossa di Beatrice, è conservata nell'abbazia di Michaelstein dal 1161 circa. Nella cripta della chiesa ricostruita a Quedlinburg una tavoletta incisa quando questa venne riconsacrata nel 1129 funge da memoriale di Beatrice.

## Ascendenza
|                                                 |                                                   |                                      | Genitori                           |  |  | Nonni |  |  | Bisnonni                  |  |  | Trisnonni                  |  |
|                                                 |                                                   |                                      |                                    |  |  |       |  |  | Enrico, conte di Wormsgau |  |  | Ottone I, duca di Carinzia |  |
|                                                 |                                                   |                                      |                                    |  |  |       |  |  | Enrico, conte di Wormsgau |  |  | Ottone I, duca di Carinzia |  |
|                                                 |                                                   | Giuditta di Baviera                  |                                    |  |  |       |  |  | Enrico, conte di Wormsgau |  |  |                            |  |
| Corrado II, imperatore dei Romani               |                                                   |                                      |                                    |  |  |       |  |  | Enrico, conte di Wormsgau |  |  |                            |  |
|                                                 |                                                   | Adelaide di Metz                     | Riccardo, conte di Metz            |  |  |       |  |  |                           |  |  |                            |  |
|                                                 |                                                   | Adelaide di Metz                     | Riccardo, conte di Metz            |  |  |       |  |  |                           |  |  |                            |  |
|                                                 |                                                   | Adelaide di Metz                     | Berta di Metz                      |  |  |       |  |  |                           |  |  |                            |  |
| Enrico III, imperatore dei Romani               |                                                   | Adelaide di Metz                     |                                    |  |  |       |  |  |                           |  |  |                            |  |
|                                                 |                                                   | Ermanno II, duca di Svevia           | Corrado I, duca di Svevia          |  |  |       |  |  |                           |  |  |                            |  |
|                                                 |                                                   | Ermanno II, duca di Svevia           | Corrado I, duca di Svevia          |  |  |       |  |  |                           |  |  |                            |  |
|                                                 |                                                   | Ermanno II, duca di Svevia           | Richlind di Sassonia               |  |  |       |  |  |                           |  |  |                            |  |
| Gisella di Svevia                               |                                                   | Ermanno II, duca di Svevia           |                                    |  |  |       |  |  |                           |  |  |                            |  |
|                                                 |                                                   | Gerberga di Borgogna                 | Corrado III, re delle due Borgogne |  |  |       |  |  |                           |  |  |                            |  |
|                                                 |                                                   | Gerberga di Borgogna                 | Corrado III, re delle due Borgogne |  |  |       |  |  |                           |  |  |                            |  |
|                                                 |                                                   | Gerberga di Borgogna                 | Matilde di Francia                 |  |  |       |  |  |                           |  |  |                            |  |
| Beatrice I, badessa di Quedlinburg              |                                                   | Gerberga di Borgogna                 |                                    |  |  |       |  |  |                           |  |  |                            |  |
|                                                 | Sweyn I, re di Danimarca, Norvegia ed Inghilterra | Aroldo I, re di Danimarca e Norvegia |                                    |  |  |       |  |  |                           |  |  |                            |  |
|                                                 | Sweyn I, re di Danimarca, Norvegia ed Inghilterra | Aroldo I, re di Danimarca e Norvegia |                                    |  |  |       |  |  |                           |  |  |                            |  |
|                                                 | Sweyn I, re di Danimarca, Norvegia ed Inghilterra | Gyrid di Svezia                      |                                    |  |  |       |  |  |                           |  |  |                            |  |
| Canuto, re di Danimarca, Inghilterra e Norvegia | Sweyn I, re di Danimarca, Norvegia ed Inghilterra |                                      |                                    |  |  |       |  |  |                           |  |  |                            |  |
|                                                 |                                                   | Sigrid di Polonia                    | Miecislao I, duca di Polonia       |  |  |       |  |  |                           |  |  |                            |  |
|                                                 |                                                   | Sigrid di Polonia                    | Miecislao I, duca di Polonia       |  |  |       |  |  |                           |  |  |                            |  |
|                                                 |                                                   | Sigrid di Polonia                    | Dubrawka di Boemia                 |  |  |       |  |  |                           |  |  |                            |  |
| Gunilde di Danimarca                            |                                                   | Sigrid di Polonia                    |                                    |  |  |       |  |  |                           |  |  |                            |  |
|                                                 |                                                   | Riccardo I, duca di Normandia        | Guglielmo I, duca di Normandia     |  |  |       |  |  |                           |  |  |                            |  |
|                                                 |                                                   | Riccardo I, duca di Normandia        | Guglielmo I, duca di Normandia     |  |  |       |  |  |                           |  |  |                            |  |
|                                                 |                                                   | Riccardo I, duca di Normandia        | Sprota                             |  |  |       |  |  |                           |  |  |                            |  |
| Emma di Normandia                               |                                                   | Riccardo I, duca di Normandia        |                                    |  |  |       |  |  |                           |  |  |                            |  |
|                                                 |                                                   | Gunnora                              | …                                  |  |  |       |  |  |                           |  |  |                            |  |
|                                                 |                                                   | Gunnora                              | …                                  |  |  |       |  |  |                           |  |  |                            |  |
|                                                 |                                                   | Gunnora                              | …                                  |  |  |       |  |  |                           |  |  |                            |  |
|                                                 |                                                   | Gunnora                              |                                    |  |  |       |  |  |                           |  |  |                            |  |